# Two Rivers Marathon
De Two Rivers Marathon is een marathonwedstrijd, dat jaarlijks in de regio Bommelerwaard wordt gehouden en behoort qua deelnemers tot de tien grootste marathons in Nederland. 

## Historie
Two Rivers Marathon is op ludieke wijze ontstaan nadat een aantal lopers hadden deelgenomen aan een ultra marathon in Kaapstad, de Two Oceans Marathon. Het leek hen leuk om bij wijze van voorbereiding op deze ultramarathon een marathon als training te lopen. Reeds bij de eerste editie in 2016 kwamen daar veel lopers op af. Sinds 2018 is Two Rivers Marathon een officiële qualifier voor de Two Oceans Marathon, waardoor het aantal buitenlandse deelnemers sterk is gegroeid. 
Centraal in deze marathon staat de beleving. Er zijn veel elementen die refereren aan de Zuid-Afrikaanse inspiratie. Bij de start wordt altijd de 'Shozoloza' gezongen, het lied dat ook klinkt bij veel grote sportevenementen in Zuid-Afrika. Het startschot wordt altijd gelost door een Zuid-Afrikaan en na afloop is er een Braai, de Zuid-Afrikaanse barbecue.
De editie van 2020 werd afgelast vanwege de storm Ciara. De harde windstoten zouden zorgen voor onveiligheid voor lopers, vrijwilligers en toeschouwers. De deelnemers zijn in de gelegenheid gesteld de race individueel op een andere datum te lopen en zo hun medaille alsnog te verdienen. Enige honderden deelnemers hebben dit gedaan.
De editie van 2021 werd afgelast vanwege de coronapandemie.
Het parcoursrecord staat op 2:37.15, gelopen in 2023 door Wouter Bouman.

## Parcours
Start en finish zijn in Zaltbommel. Ruim dertig kilometer van het parcours voert over de dijken langs de rivieren de Maas en de Waal. De eerste vier edities werd het parcours afwisselend linksom en rechtsom gelopen, in de oneven jaren linksom. Vanaf 2019 is de route altijd rechtsom.

## Two Rivers by Night
Ieder jaar, medio mei wordt de Two Rivers Marathon 's nachts gelopen. Deelname is alleen op uitnodiging. Er wordt gefinished bij zonsopkomst. Alle deelnemers nemen daarna deel aan het ontbijt met barbecue. Er is geen officiële tijdwaarneming, deelnemers ontvangen wel een "black medal"-versie van de officiële marathonmedaille van dat jaar.